# Grobnik (Pićan)
Pour les articles homonymes, voir Grobnik.
Grobnik (en italien : Grobenico dei Carnelli) est une localité de Croatie située en Istrie, dans la municipalité de Pićan, dans le comitat d'Istrie. En 2001, la localité comptait 17 habitants.

## Démographie
| 1948 | 1953 | 1961 | 1971 | 1981 | 1991 | 2001 |
| ---- | ---- | ---- | ---- | ---- | ---- | ---- |
| 101  | 91   | 90   | 42   | 32   | 21   | 17   |